# لجنة الدفاع الحكومية
لجنة الدفاع الحكومية (بالروسية: Государственный комитет обороны - ГКО)‏ كان جهازًا استثنائيًا لسلطة الدولة في الاتحاد السوفياتي خلال الحرب الألمانية السوفيتية (الحرب الوطنية العظمى) التي احتفظت بسلطة الدولة الكاملة في البلاد.

## النطاق العام
أنشأ السوفييت لجنة الدفاع الحكومية في 30 يونيو 1941 (بعد أسبوع من غزو ألمانيا النازية للاتحاد السوفيتي في 22 يونيو 1941) بقرار مشترك من رئاسة مجلس السوفيات الأعلى لاتحاد الجمهوريات الاشتراكية السوفياتية، ومجلس مفوضي الشعب (سوفناركوم)، واللجنة المركزية للحزب الشيوعي للاتحاد السوفيتي. تطلبت حالة الحرب في الخطوط الأمامية شكلاً أكثر مركزية من الحكومة. مجلس السوفيات الأعلى، ومع ذلك، استمر دون تعليق. في 18 يونيو 1942، حضر أكثر من ألف عضو الدورة التاسعة لمجلس السوفيات الأعلى في موسكو. 
يرى جيفري روبرتس في لجنة الدفاع الحكومية «نوعًا من حكومة الحرب».

## التكوين
كان التكوين الأول للجنة كما يلي:
- الرئيس - جوزيف ستالين
- نائب الرئيس - فياتشيسلاف مولوتوف (حتى 16 مايو 1944)
- الأعضاء الآخرون - لافرينتي بيريا، كليمنت فوروشيلوف، جورجي مالينكوف (صناعة الطيران) [3]

في 3 فبراير 1942 أصبح أعضاء اللجنة أيضًا رئيس جوسبلان نيقولاي فوزنيسينسكي وأنستاس ميكويان، بينما في 20 فبراير 1942 وأدرج أيضًا لزار كاغانوفيتش (ناركوم). بحلول نهاية الحرب في 22 نوفمبر 1944، حل نيكولاي بولجانين (رئيس مديرية بنك الدولة) محل كليم فوروشيلوف في اللجنة.

## فهرس
- باربر، جون، وهاريسون، مارك. (1991). الجبهة الداخلية السوفيتية 1941-1945: التاريخ الاجتماعي والاقتصادي لاتحاد الجمهوريات الاشتراكية السوفياتية في الحرب العالمية الثانية. لندن: لونجمان.(ردمك 0-582-00964-2) النظام القياسي الدولي لترقيم الكتب 0-582-00964-2،(ردمك 0-582-00965-0).
- ويرث، الكسندر. (1964). روسيا في الحرب 1941-1945. نيويورك: كارول وغراف.